# شهرستان فسا
شهرستان فسا یکی از شهرستان‌های استان فارس ایران است. مرکز این شهرستان، شهر فسا است.

## نام
در کتیبه‌ها و سنگ نوشته‌های پرسپولیس از فسا با نام «پشی‌یا» یا «بشی» یاد شده است. جرج کامرون بر اساس مفاد لوح شماره ۵۳ از الواح گلی تخت جمشید، محل شهر «پشی‌یا» یا «بشی‌یه» را منطبق بر محل کنونی شهر فسا می‌داند. واژه «بشی‌یه» در واقع صورت عیلامی واژه پسا می‌باشد. این واژه به دلیل عدم وجود حرف «پ» در زبان عربی، پس از ورود اعراب و تبادلات فرهنگی به صورت «بسا» و گاهی نیز «فسا» تلفظ و ثبت گردید. فسا در لغت نیز به معنی «محل سکونت و قرارگاه» یاد شده است. محققان برای واژهٔ فسا معنی شهر پارسیان را نیز شمرده‌اند.

## جمعیت
جمعیت این شهرستان بر طبق برآورد رسمی سال ۱۴۰۰، برابر با ۲۰۷٬۹۰۰تن بوده است که پس از شهرستان‌های شیراز، مرودشت و کازرون چهارمین شهرستان پرجمعیت استان فارس می‌باشد.

## جاذبه‌ها

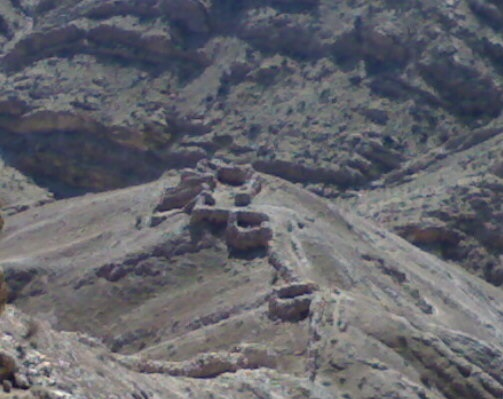
قلعه آشپزخانه ضحاک

### جاذبه‌های تاریخی
1. تل ضحاک که از آثار ما قبل اسلام است و ویرانه‌های شهر باستانی فسا در روستای خیرآباد است که از عهد پیشدادیان به جا مانده و این شهر تا قرن هفتم آباد بوده است که آثار باستانی زیادی بر اثر کاوش در اطراف آن بدست آمده و در موزه‌های کشور نگهداری می‌شود.
2. قلعه آشپزخانه ضحاک مربوط به دوره اشکانیان - دوره ساسانیان در نزدیکی تل ضحاک
3. آثار شهری مربوط به دوران ساسانیان در حوالی روستای تنگ کرم واقع در ۱۵ کیلومتری شهر فسا به نام شهر ازبرا، مص و.. وجود داشته که آثار و بقایایی از آن باقی است.
4. تل نعلکی واقع در جنب روستای جلیان از بخش نوبندگان که قبور ماقبل تاریخ بوده و از لحاظ مهرپرستی بررسی و اهمیت است.
5. آتشکده ساسانی که عوام آن را سنگ قنبر (سنگ سلمان) می‌نامیدند به طول ۲ متر و عرض ۰٫۵ متر که خطوط گران‌بهایی روی آن حک شده و برخی آن را مربوط به دروازه شهر فسا در زمان ساسانیان بوده است.
6. آتشکده سامانی مربوط به دوره ساسانی واقع در ۱۵ کیلومتری شمال فسا (غمپ آتشکده)که در اصل خنب آتش‌کده بوده و در گویش محلی غمپ یا قمپ بدان می‌گویند.
7. ساختمان نقاره خانه واقع در اول بازار شهر فسا مربوط به دوران قاجار می‌باشد.
8. قلعه دختر واقع در روستای زنگنه
9. منطقه باستانی کوزه گرخانه (واصل آباد)، آثار باستانی تنگ مج و تنگ موردی، تل نخودی و اتلال مجاور آن (کوشک قاضی)، تل سیاه (فدشکویه) و کوه نقاره خانه در امتداد آن تنگ خمار (سنان) و چاه‌های سنگی در ارتفاعات مجاور سنان، بقعه سید شمس الدین (عهد صفوی)، بقعة زاهد کبیر در زاهد شهر (عهد مغول)، ساختمان نقاره خانه (شهربانی قدیم = خیابان محمدی)

### اماکن مذهبی
1. امامزاده اسماعیل
2. امامزاده حسن
3. شاهزاده قاسم (از نوادگان عقیل و علی در شهر فسا)
4. امامزاده شاه ابوالفتح
5. امامزاده ابراهیم در شهر ششده
6. امامزاده شیخ صالح نوه حسن واقع درروستای غیاث‌آباد
7. امامزاده پیر کهمره صحرارود
8. امامزاده سید شمس الدین
9. امامزاده حسن روستای کچویه
10. امامزاده ابراهیم خورنگان
11. تعزیه میدانی روستای صحرارود

### جاذبه‌های طبیعی
1. منطقه حفاظت‌شده میان‌جنگل
2. کوه خرمنکوه واقع شده در کنار روستای کچویه
3. پارک تفریحی آزادی
4. تپه کدیوری
5. گردشگاه چهل چشمه
6. منطقه جنگلی بهشت کوثر
7. قمپ آتشکده که این اثر در تاریخ ۱۲ اسفند ۱۳۱۵ با شمارهٔ ثبت ۲۶۴ به‌عنوان یکی از آثار ملی ایران به ثبت رسیده است

### جغرافیا
قرار گرفتن در مسیر شیراز به بندرعباس و کرمان، این شهرستان را از یک موقعیت راهبردی برخوردار کرده است. شهر فسا در ارتفاع ۱۱۵۰ متری از سطح دریا قرار گرفته و بلندترین نقطه این شهرستان خرمن‌کوه در کنار روستای کچوییه با ۳۲۲۰ متر ارتفاع است. به‌طور کلی نزدیک به ۴۰ درصد از وسعت شهرستان فسا دشت و بقیه کوهستانی است.

## دانشگاه‌ها

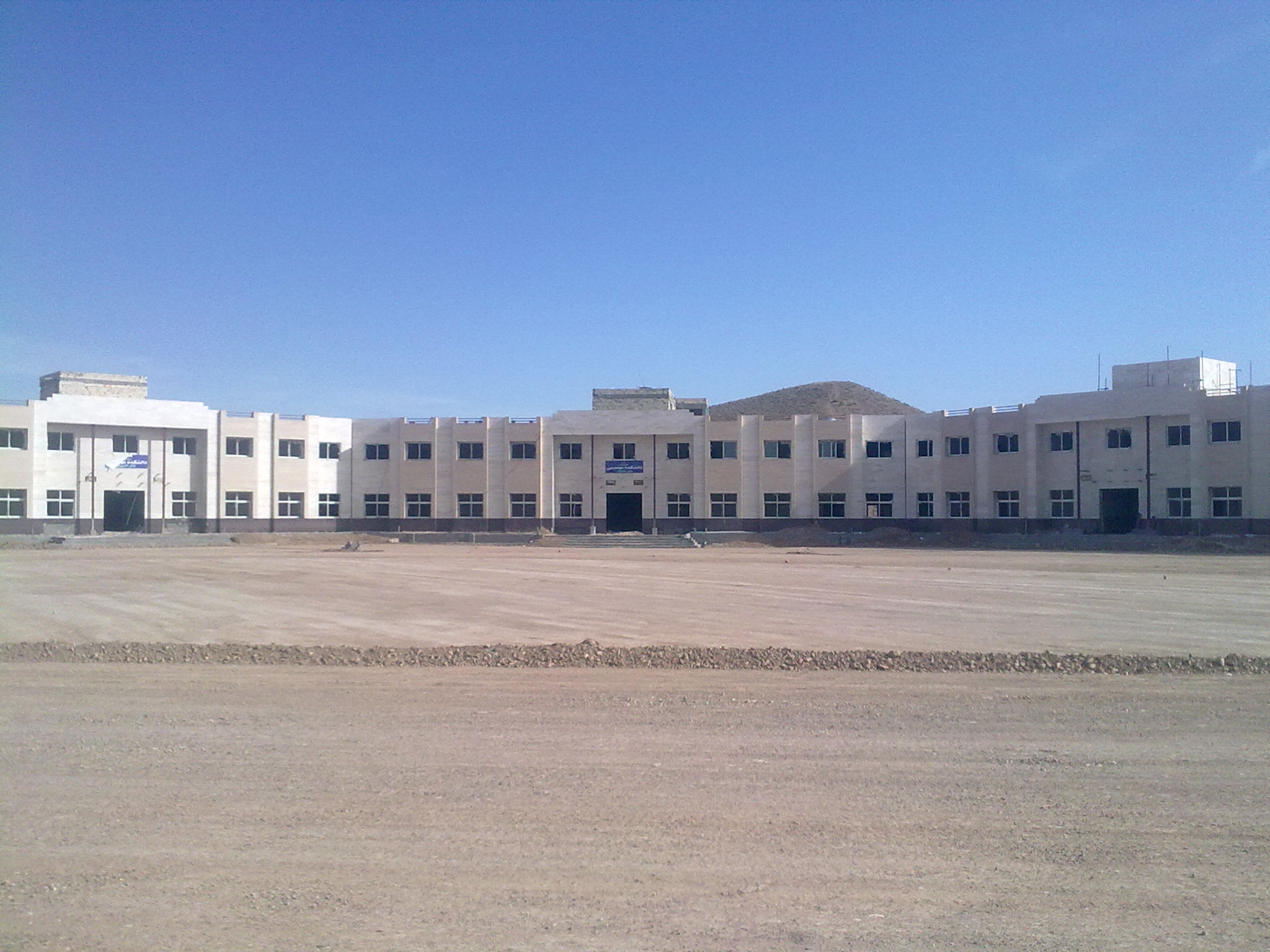
دانشگاه فسا

- دانشگاه فسا: دارای ۵ رشته مهندسی و ۲ رشته پایه و ۳ رشته کشاورزی است.
- دانشگاه علوم پزشکی فسا: دارای رشته‌های پزشکی، پیراپزشکی، بهداشت و پرستاری و مامایی است.
- دانشگاه آزاد اسلامی واحد فسا
- دانشگاه پیام نور واحد فسا
- آموزشکده فنی و کشاورزی فسا
- دانشگاه آزاد اسلامی واحد زاهدشهر
- دانشگاه پیام نور واحد زاهدشهر
- دانشگاه پیام نور واحد ششده و قره‌بلاغ

## بهداشت و درمان

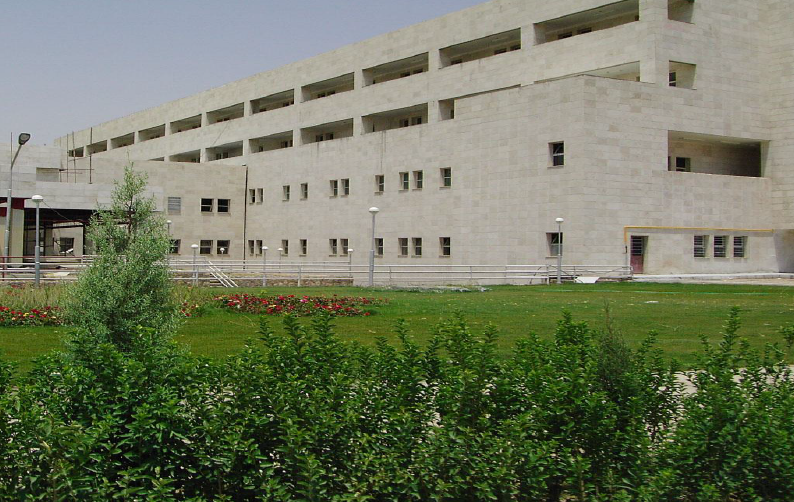
بیمارستان حضرت ولی‌عصر

### بیمارستان‌ها
شهر فسا سه بیمارستان در حال فعالیت و یک بیمارستان در حال ساخت دارد.
- بیمارستان حضرت ولی‌عصر
- بیمارستانی آموزشی درمانی که در سال ۱۳۸۶ با با ۸۶ زیربنای ۲۴ هزار مترمربع و ۸۶ تخت تأسیس شد و هم‌اکنون دارای ۳۲۲ تخت فعال است.[۴]
- بیمارستان دکتر شریعتی
- بیمارستانی آموزشی درمانی که در سال ۱۳۵۲ با ۲۲ تخت تأسیس شد و هم‌اکنون زیربنای ۱۵ هزار متر دارای ۱۱۹ تخت فعال است.[۴]
- بیمارستان امام حسین
- بیمارستانی آموزشی درمانی که عملیات ساخت آن از سال ۱۳۹۱ در زیربنای ۱۵ هزار متر مربع و ۱۶۰ تخت آغاز شد و در سال ۱۴۰۲ افتتاح شد.[۵]
- بیمارستان دامپزشکی مهر
- این بیمارستان در زمینی به مساحت ۱۰۰۰ مترمربع و زیر بنای ۵۰۰ متر مربع با سرمایه ۶۰۰ میلیون تومان افتتاح گردید و دارای بخش‌های مختلف جراحی، سونوگرافی، داروخانه دامپزشکی، آزمایشگاه دامپزشکی و معاینه دام می‌باشد.[۶]
- مرکز غربالگری سرطان ولی عصر
- رئیس دانشگاه علوم پزشکی فسا گفت: مرکز تشخیص زود هنگام و غربالگری سرطان در فسا همزمان با افتتاح ۷۴ مرکز دیگر در سراسر کشور از طریق ویدئو کنفرانس در این شهرستان افتتاح شد.

علی اصغر خالقی، بیان داشت: این مرکز در زمینی با زیربنای یک هزار مترمربع و با هزینه ای افزون بر ۱۵میلیارد ریال در بیمارستان ولی عصر (عج) فسا احداث شده است.
وی افزود: این مرکز به دستگاه‌های ماموگرافی، آندوسکوپی، سونوگرافی و کولونوسکوپی مجهز است و افزون بر شهرستان فسا شهرستان‌های شرق استان فارس هم می‌توانند از امکانات این مرکز بهره‌مند شوند.
خالقی اضافه کرد: سرطان سینه، پوست، معده، روده بزرگ، مثانه و پروستات از سرطان‌های شایع در شهرستان فسا به‌شمار می‌آیند اما با تجهیز هر چه بهتر این مرکز می‌توانیم در امر تشخیص و پیشگیری از ابتلای افراد به این بیماری، گام‌های موثرتری برداریم

### درمانگاه‌های تخصصی فسا
- درمانگاه حمزه (دولتی)
- درمانگاه حضرت ولی‌عصر (دولتی)
- درمانگاه دستغیب یاسایی (دولتی)
- درمانگاه فاطمیه (دولتی)
- درمانگاه دهان و دندان (دولتی)
- درمانگاه درمان ناباروری (دولتی)
- درمانگاه صدرا (دولتی)
- درمانگاه انصار (سپاه)
- درمانگاه امام جعفر صادق (بسیج)
- درمانگاه صاحب الزمان (ناجا)
- درمانگاه پروین اعتصامی (آموزش و پرورش)
- درمانگاه ۲۲ بهمن (تأمین اجتماعی)
- درمانگاه تخصصی ریه و مجاری تنفسی (خصوصی)

## سیاست

### نمایندگان مجلس
فسا مرکز حوزه انتخابیه فسا در مجلس شورای اسلامی است. نماینگان فسا در ۱۱ دوره مجلس شورای اسلامی به شرح زیر می‌باشند:
- دورهٔ اول: احمد بهشتی
- دورهٔ دوم: احمد بهشتی
- دورهٔ سوم: هدایت آقایی
- دورهٔ چهارم: محمدرضا مجیدی
- دورهٔ پنجم: محمدرضا مجیدی
- دورهٔ ششم: بهیار سلیمانی
- دورهٔ هفتم: محمدحسن دوگانی آغچغلو
- دورهٔ هشتم: محمدحسن دوگانی آغچغلو
- دورهٔ نهم: محمدحسن دوگانی آغچغلو
- دورهٔ دهم: محمدجواد جمالی نوبندگانی
- دورهٔ یازدهم: حجت‌الله فیروزی

### فرمانداری
فرمانداری فسا در سال ۱۳۱۶ تأسیس شد. فرمانداری این شهرستان در سال ۱۳۹۲ به فرمانداری ویژه ارتقا یافت. فرمانداری ویژه بخش عمده‌ای از اختیارات استانداری را دارد و تشکیلاتی است که از فرمانداری گسترده‌تر، توانمندتر و بزرگتر ولی از استانداری کوچکتر و محدودتر است.

## تقسیمات کشوری
شهرستان فسا دارای ۴ بخش، ۸ دهستان و ۶ شهر به شرح زیر است:
| بخش            | مرکز بخش | جمعیت بخش (۱۳۹۵) | دهستان    | مرکز دهستان | جمعیت دهستان (۱۳۹۵) | شهر                 | جمعیت شهر (۱۳۹۵) |
| -------------- | -------- | ---------------- | --------- | ----------- | ------------------- | ------------------- | ---------------- |
| مرکزی          | فسا      | ۱۳۷٬۰۲۵          | کوشک قاضی | کوشک قاضی   | ۱۱٬۷۹۳              | - فسا               | ۱۱۰٬۸۲۵          |
| مرکزی          | فسا      | ۱۳۷٬۰۲۵          | جنگل      | مقابری      | ۵٬۵۳۵               | - فسا               | ۱۱۰٬۸۲۵          |
| مرکزی          | فسا      | ۱۳۷٬۰۲۵          | صحرارود   | صحرارود     | ۸٬۸۷۲               | - فسا               | ۱۱۰٬۸۲۵          |
| ششده و قره‌بلاغ | ششده     | ۳۰٬۷۰۲           | ششده      | ششده        | ۱۰٬۲۷۹              | - ششده - قره‌بلاغ    | ۵٬۹۶۰ ۶٬۷۷۲      |
| ششده و قره‌بلاغ | ششده     | ۳۰٬۷۰۲           | قره‌بلاغ   | قره‌بلاغ     | ۱۱٬۶۹۱              | - ششده - قره‌بلاغ    | ۵٬۹۶۰ ۶٬۷۷۲      |
| شیبکوه         | زاهدشهر  | ۲۶٬۹۱۹           | فدشکویه   | فدشکویه     | ۶٬۳۸۸               | - زاهدشهر - میان‌شهر | ۹٬۷۱۹ ۵٬۹۱۲      |
| شیبکوه         | زاهدشهر  | ۲۶٬۹۱۹           | میان‌ده    | میان‌شهر     | ۴٬۹۰۰               | - زاهدشهر - میان‌شهر | ۹٬۷۱۹ ۵٬۹۱۲      |
| نوبندگان       | نوبندگان | ۱۰٬۳۶۱           | نوبندگان  | نوبندگان    | ۷٬۹۵۱               | - نوبندگان          | ۲٬۴۱۰            |